# 深圳地铁4号线
深圳地铁4号线，曾称龙华线，是深圳地铁的一條营运中的路綫，由福田口岸站至牛湖站，全长31.3公里，共设23个车站。

## 概要
深圳地铁4号线大致呈南北走向，连接福田区和龙华区。线路从港深边界的福田口岸为起点往北，沿国花路、金田路到达深圳会展中心转向西北，经过市民中心、莲花山公园，随后沿中康路往北并穿越梅林坳，线路自此转向地面，在经过梅林关附近后转向高架，沿民塘路往西北方向至深圳北站，随后与线路西侧的6号线平行至红山站，随后沿腾龙路行走，在龙华和平路口附近线路转向东北，沿龙华和平路行走，至观澜大道与沈海高速交汇的观澜立交东侧处再次转向地下，沿观澜大道、高尔夫大道行走至终点牛湖站。
福田口岸至少年宫与1号线均作为深圳地铁一期工程同步设计和建设，因此4號線在會展中心站与深圳地铁1號線之间设有联络线，供列车前往1号线的竹子林车辆段停放。而控制中心由竹子林车辆段旁的竹子林控制中心负责。随着移交运营及路线延伸，4号线后来设有龙华车辆段和观澜停车场，控制中心则改由龙华车辆段旁的控制中心负责，在2020年改由负责深圳地铁全线网的深云控制中心（NOCC）负责。
福民至少年宫段作为深圳地铁一期工程的一部分，於2004年12月28日开通。福民至福田口岸段于2007年6月28日开通。少年宫至清湖段于2011年6月16日开通。清湖至牛湖段于2020年10月28日开通。
4號綫通车初期由深圳地铁集团负责运营，2010年7月1日轉交予港鐵公司的附屬公司港鐵軌道交通（深圳）有限公司營運30年（由2011年至2041年）。
4號綫在路線圖中以紅色標示。在2010年7月1日前以藍色標示。此外，该线的线路名曾更改为「龍華線」，不過現時已改回数字名称。

## 歷史

### 一期工程開通
作為深圳地鐵一期工程的一部分，4號綫一期工程由皇岗站（今改名为福田口岸站）至少年宫站，全长4.479公里，于2004年12月28日正式開通。虽然皇岗站列入一期工程，但当时并未启用。因此开通时4號綫只有福民、會展中心、市民中心和少年宮4個車站。自2004年到2007年，4號綫仅使用一条轨道、一架列车往返行驶，行车间隔长达17分钟。除节假日外，客流极少。
2007年皇岗站开通后，4號綫已開通的車站有五個，分別是皇岗站、福民站、會展中心站、市民中心站和少年宮站。其中會展中心站是該線和1號綫的換乘站，皇岗站通過福田口岸與香港的港鐵東鐵綫落馬洲站接駁。

### 線路更名
深圳市規劃局在2008年4月23日宣佈，深圳地鐵4號線將會易名為「龍華線」， 但未有指出新名稱何時生效。而羅寶線的列車路線圖已經將「1號線」和「4號線」，分別更名為「羅寶線」和「龍華線」、不過現時這兩條地鐵路線已經復名為「1號線」和「4號線」。（2013年10月，深圳地铁正式开始路线更名工作，本线线路名改回数字名称，但原有线路文字名称繼續保留，以括号标注其后。目前原有文字线路名的标识随着标识更新而逐步消失。）

### 皇崗站啟用
4號綫由福民站至皇崗站一段於2007年6月28日展開試運行，7月1日皇崗站正式啟用，並連接當時即將啟用，位於福田保稅區旁的福田口岸。
該口岸在2007年8月15日啟用，地鐵乘客可通過口岸檢查，在香港境內的落馬洲站轉乘港鐵東鐵綫前往尖東站（現往金鐘站）沿途各站，或其它交通工具前往香港各區。
皇崗站啟用的同時，4號綫亦增至以兩組列車行駛，行車間隔由原來的17分鐘一班，縮短至約每10分鐘一班。
為免與皇崗口岸混淆，2008年8月15日，皇岗站改名为福田口岸站， 变更期间皇岗站与福田口岸站称谓共存，最后完全过渡为新站名。

### 轉交港鐵營運
深圳地鐵4號綫已經於2010年7月1日交由香港鐵路有限公司（簡稱港鐵公司，其前身為香港地下鐵路公司，2000年私有化後改名為地鐵有限公司）的附屬公司港鐵軌道交通（深圳）有限公司運營。該線的一批員工曾於港鐵公司受訓（包括於九龍灣車廠），為期十二星期。

### 二期工程開通
4號綫二期工程由少年宫站向北延伸，经莲花北、梅林地区到达龙华的清湖站，路线長15.94km。其中：地下线5.09km，地面线和過渡段0.52km，高架线10.33km。设2座地下站、1座地面站和7座高架站，共10座车站。新建龙华车辆段，作为车辆的维修、停放基地及全线的支援中心。投资估算59.3亿元。
深圳市政府已於2005年5月26日宣佈由香港的地鐵公司（現稱港鐵公司）全資投資承建及營運此路段。规划投入60亿港币。二期工程于2011年6月16日开通试营运，民間興建營運後轉移模式協議於同日生效。

### 车厢“4改6”车厢增编
由于4号线开通之后客流急速增加，远超设计预期，也因此备受质疑。2013年12月12日官方新聞稿表示，4號綫列車將會逐步由4節擴編為6節。首批增購新車廂已於2013年12月運到龍華車輛段進行調試，預計最快2014年春節前上線服務。及後同線餘下列車將會以每月擴編兩列的進度，逐步達至全線6節列車。而站台上的乘車資訊亦會在4節及6節列車混跑期間，同時提供後續列車節數預告資料。
该项目一共历时13个月，首两列改造完成的6节列车于2014年1月26日春节前投入服务；2014年12月，21组列車完成擴編；2015年1月30日，全部28组列车均完成擴編，全面进入6节编组列车时代。

### 三期工程開通
4号线三期工程是由二期工程的終點站清湖站開始，到達觀瀾观湖街道的牛湖站，長約10.770公里，其中高架线1.759公里，地下线8.82公里，过渡段0.186公里，车站除清湖北站为高架站外，均为地下站，並增設觀瀾停車場一座 ，前期工程已於2016年9月開始，2020年5月9日线路热滑成功，并于8月23日启动试运行，10月28日开通。
4号线三期工程由中國電建、中國中鐵承建，施工方式以明挖回填（車站及清湖北隧道入口）及隧道鑽挖機為主，輔以高架橋（清湖至清湖北隧道入口段）。

## 車站
4号线共开通23个车站，其中有14个地下车站、8个高架车站以及1个地面车站，現時有7＋1座为换乘站。
| 站名 | 英文名稱 | 里程（公里） | 里程（公里） | 换乘路线                                        | 所在地 | 啟用時間       | 车站形式         |
| 站名 | 英文名稱 | 站间         | 累计         | 换乘路线                                        | 所在地 | 啟用時間       | 车站形式         |
| 4號綫 | 4號綫    | 4號綫        | 4號綫        | 4號綫                                           | 4號綫  | 4號綫          | 4號綫            |
| --- | -------- | ------------ | ------------ | ----------------------------------------------- | ------ | -------------- | ---------------- |
| 福田口岸 |          | 0            | 0            | █10号线（目前需要出站换乘） 落马洲站：東鐵綫[4] | 福田區 | 2007年6月28日  | 地下西班牙式月台 |
| 福民 |          | 0.98         | 0.98         | █7号线 █10号线                                  | 福田區 | 2004年12月28日 | 地下島式站台     |
| 会展中心 |          | 1.42         | 2.40         | █1号线                                          | 福田區 | 2004年12月28日 | 地下侧式站台     |
| 市民中心 |          | 0.79         | 3.19         | █2号线                                          | 福田區 | 2004年12月28日 | 地下侧式站台     |
| 少年宫 |          | 0.63         | 3.82         | █3号线                                          | 福田區 | 2004年12月28日 | 地下侧式站台     |
| 莲花北 |          | 1.47         | 5.29         |                                                 | 福田區 | 2011年6月16日  | 地下島式站台     |
| 上梅林 |          | 1.11         | 6.40         | █9号线                                          | 福田區 | 2011年6月16日  | 地下島式站台     |
| 民乐 |          | 2.89         | 9.29         | █22号线 （經梅林關站換乘█6号线）                | 龍華區 | 2011年6月16日  | 地面島式站台     |
| 白石龙 |          | 1.05         | 10.34        | █27号线                                         | 龍華區 | 2011年6月16日  | 高架島式站台     |
| 深圳北站 |          | 1.60         | 11.94        | █5号线 █6号线 深圳北站                          | 龍華區 | 2011年6月22日  | 高架島式站台     |
| 紅山 |          | 1.48         | 13.42        | █6号线                                          | 龍華區 | 2011年6月16日  | 高架島式站台     |
| 上塘 |          | 2.03         | 15.45        |                                                 | 龍華區 | 2011年6月16日  | 高架島式站台     |
| 龙胜 |          | 1.03         | 16.48        | 深大城际                                        | 龍華區 | 2011年6月16日  | 高架島式站台     |
| 龙华 |          | 1.32         | 17.80        | █25号线                                         | 龍華區 | 2011年6月16日  | 高架島式站台     |
| 清湖 |          | 2.04         | 19.84        | 清湖站：龙华区有轨电车                          | 龍華區 | 2011年6月16日  | 高架島式站台     |
| 清湖北 |          | 0.97         | 20.81        |                                                 | 龍華區 | 2020年10月28日 | 高架島式站台     |
| 竹村 |          | 1.79         | 22.60        |                                                 | 龍華區 | 2020年10月28日 | 地下島式站台     |
| 茜坑 |          | 1.20         | 23.80        |                                                 | 龍華區 | 2020年10月28日 | 地下島式站台     |
| 長湖 |          | 1.56         | 25.36        | █18号线                                         | 龍華區 | 2020年10月28日 | 地下島式站台     |
| 观澜 |          | 1.20         | 26.56        | 新瀾站：龙华区有轨电车                          | 龍華區 | 2020年10月28日 | 地下島式站台     |
| 松元厦 |          | 1.27         | 27.83        | █22号线                                         | 龍華區 | 2020年10月28日 | 地下島式站台     |
| 观澜湖 |          | 1.18         | 29.01        |                                                 | 龍華區 | 2020年10月28日 | 地下島式站台     |
| 牛湖 |          | 1.41         | 30.41        |                                                 | 龍華區 | 2020年10月28日 | 地下島式站台     |
| 注释 |          |              |              |                                                 |        |                |                  |
| - 1↑ 斜体标示的车站，尚未启用。 - 2↑ 斜体标示的换乘或转乘，尚未启用。 - 3↑ 皇崗站在2008年8月15日改稱為福田口岸站。原因是该地铁站的位置为福田口岸地下，并非皇崗口岸地下。 - 4↑ 须通过福田口岸前往香港境内的落马洲站转乘，乘客可以利用4號綫收費區的香港八達通優惠紀錄器拍卡換取即日到落馬洲站轉乘東鐵綫的減港幣3元優惠。 |          |              |              |                                                 |        |                |                  |
| 论 编 |          |              |              |                                                 |        |                |                  |

### 线网轉乘站
已投入使用
- 福民站：轉乘7号线与10号线。建设期间均未作出预留，乘客换乘两线时需经站厅通道换乘。
- 會展中心站：轉乘1号线。建設时已同步实施，为十字型节点式换乘。此外在车站西北象限亦設有与1号线的聯絡線。
- 市民中心站：轉乘2号线。建设期间未作出预留，为站厅通道换乘。
- 少年宫站：轉乘3号线。建设期间未作预留，为站厅通道换乘。
- 上梅林站：轉乘9号线。建设期间未作出预留，为大廳通道换乘。
- 深圳北站：换乘5号线与6号线。4號線和5號線同步建造，經由直達扶梯接入（不需經過地面）兩線站厅，為站厅换乘；4号线建設時已預留6號線的高架站厅和站台（現與4號線站厅共用），4号线换乘6号线需经由共用站厅轉乘。
- 红山站：轉乘6号线。虽然4号线建设期间未作出预留，但6号线建设时已同步改建4号线车站，使兩線站厅融為一體，因此换乘时需经站厅换乘。
- 清湖站：轉乘龙华有轨电车。

目前需要出闸换乘的轉乘站
- 福田口岸站：轉乘10号线。因目前福田口岸交通枢纽中心正在建设，乘客换乘时需要出站，然后前往10号线车站进行换乘。

将会成为轉乘站的车站
- 民乐站：轉乘22號線。建设期间未作预留，預計為站廳通道轉乘。
- 白石龍站：轉乘21號線及27號線。建设期间未作预留，預計与两线為T型轉乘。
- 龍勝站：轉乘深大城際鐵路（33號線）。建设期间未作出预留，預計為站廳通道轉乘。
- 龍華站：轉乘25號線。建设期间未作预留，預計為天地通道轉乘。
- 长湖站：轉乘18號線。18號綫為遠期線路，未作預留。
- 松元厦站：轉乘22號線。建设期间未作出预留，預計為站廳通道轉乘。
- 福田口岸站：轉乘20号线。20號綫南延段為遠期線路，未作預留。

## 使用车辆

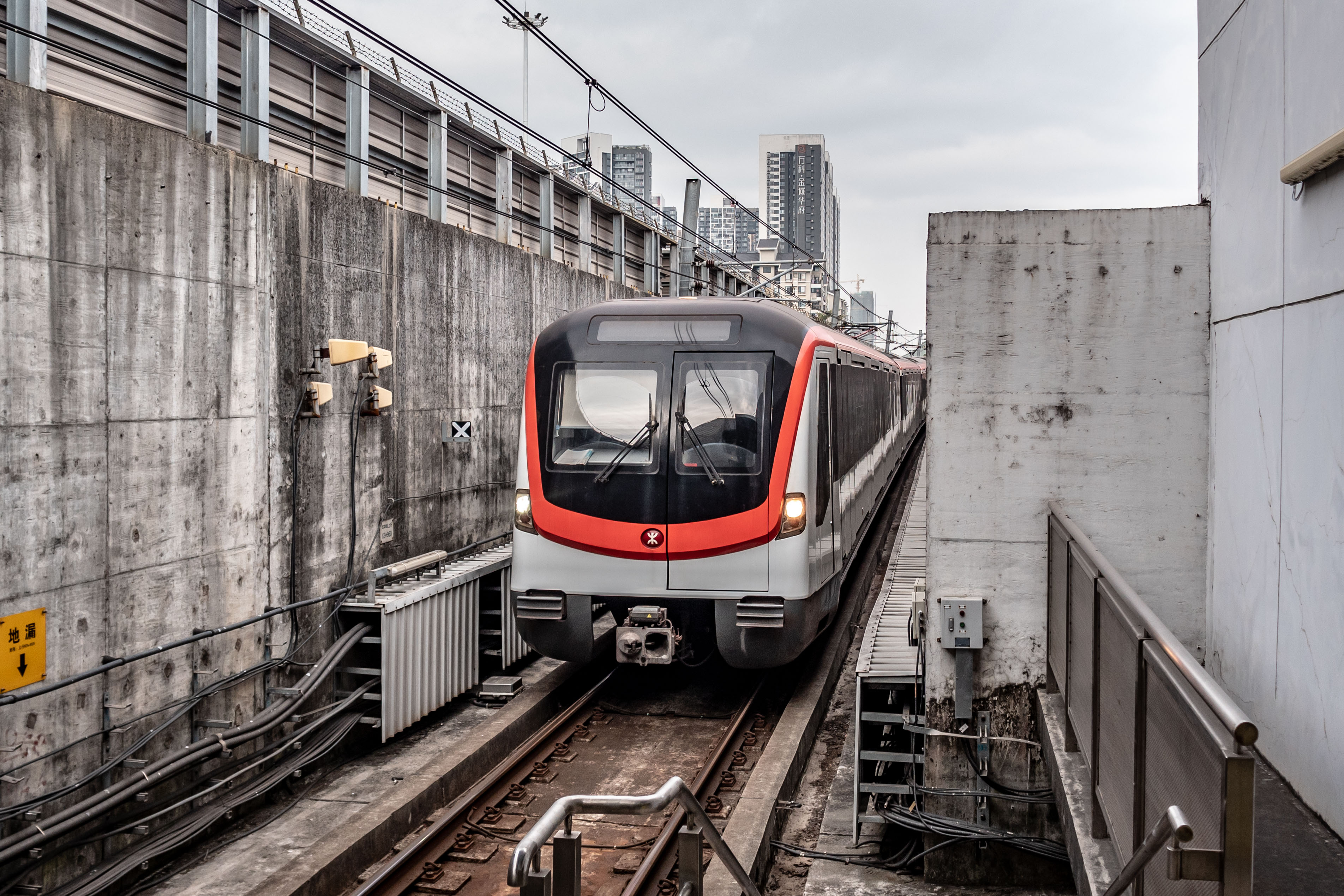
深圳地铁4号线列车驶入民乐站

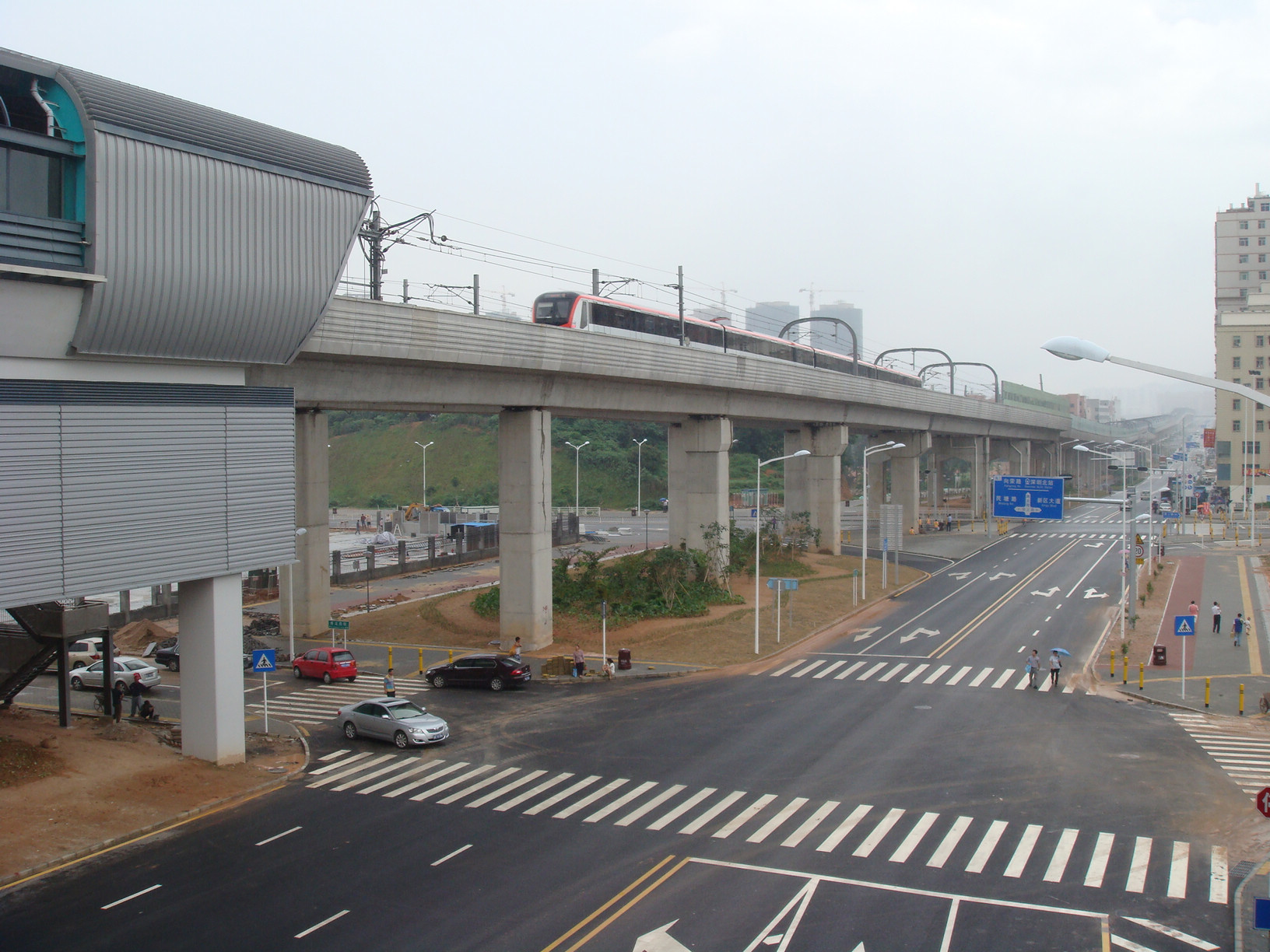
行驶在高架路段的4號綫列车

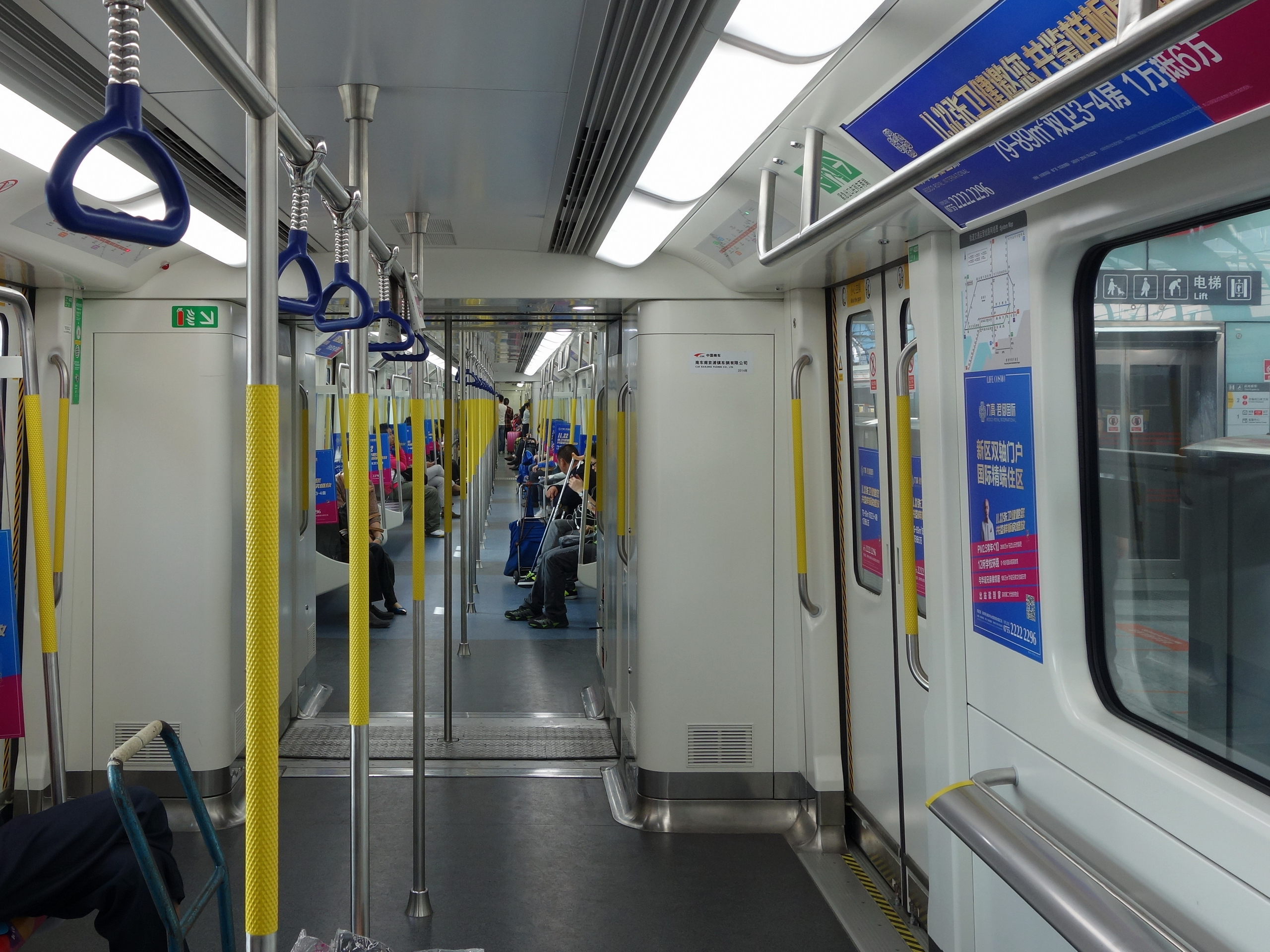
4号线（龙华线）列车内部。

2009年8月18日，中国南车南京浦镇公司取得4号线28列列车合约订单，每列均为两动两拖的四节编组。这批列车于2011年4号线第二期投入运营前开始上线，初期只有8列投入服务，完全不能满足客流需求，但随着南车浦镇造车速度的提升，投入服务的车辆也迅速增加。2012年3月，首批订单的24列车全部交付完毕。
4号线初期采用四节编组，载客量与深圳地铁其他路线的六节编组列车相比要少，加之4号线上下班客流极大，导致4号线高峰时段拥挤情况严重。虽然港铁不断采取措施，包括运行高峰专列以及压缩间隔，以增大运能，但仍无法满足客流增长的需求，于是港铁（深圳）公司决定将4号线列车扩编为六节编组。
首2列“四改六”列车分别命名为“深港相连号”（4041/4046编组）和“龙华号”（4051/4056编组），于2014年1月26日投入运营。2015年1月30日，最后一列四节编组列车退出载客服务，此后4号线全部使用六节编组列车运营。

## 行车間隔
服務时间为6时30分至23时30分。全程单向票价7元。从福田口岸到牛湖的全程行車时间约51分钟。
工作日早晚繁忙時間班次為2.5分至4分钟一班，非繁忙時間班次則為5.25分钟一班。周末及假日全日班次為3.5分钟一班。夜间23点后高架段限速60km/h。
| 上班日                   | 上班日                   | 節假日            |
| 7:30－9:00               | 17:30－19:30             | 全日班次          |
| 2.5分钟（茜坑↔福田口岸） | 2.5分钟（福田口岸↔茜坑） | 3.5分钟（全程車） |
| 5分钟（全程車）          |                          | 3.5分钟（全程車） |
| 平峰時段                 |                          | 3.5分钟（全程車） |
| 5.25分鐘（全程車）       |                          | 3.5分钟（全程車） |

## 建築風格
由於4號線一期工程是在港鐵接手前由深圳地鐵負責，因此一期的車站建築風格和1號線接近一致。
港鐵接手後，同時負責4號線二期的興建，因此4號線二期的建築風格和4號線一期以至深圳地鐵其他路線的風格不同。
二期每個車站都採用顏色接近的馬賽克磚粉飾牆身，而每個車站的色調都會和其他車站不同，相關風格可在港鐵早期車站（由前地下鐵路公司設計研究組設計）如觀塘綫和荃灣綫中找到，如蓮花北站使用藍色色調，與九龍塘站和金鐘站接近。二期車站牆身也會貼上剪紙形狀的圖案，這些圖案風格上和兩鐵合併後在東鐵綫和馬鞍山綫（現屯馬綫大圍至烏溪沙一部分）各車站找到的接近。此外，4號線二期車站的洗手間都設在車站站廳的付費區內（按前九鐵標準設計），這和4號線一期甚至1號線、2號線和5號線車站的洗手間設在其中一個出入口附近的設計不同。另外，屬一期工程的市民中心站港鐵管轄範圍內，已更換裝潢為香港東涌線的標準。
2019年，出入口目的地指示更換為動感顯示屏，目的地下方位置播放廣告。
2020年10月28日，清湖站至牛湖站区间的三期工程正式开通运营。三期工程站点的月台和大堂都已經曝光。三期工程的站点建设风格接近深圳地铁一期工程或者跟東涌綫、機場快綫和南港島綫类似的建筑风格，并都用人造纖維板；亦接近深圳地铁一期工程或者跟港島綫和將軍澳綫的风格一樣，每站都有書法。

## 问题
由於4號線承擔了龍華區來往深圳市區的運輸，再加上深圳北站啟用後带来了額外乘客，4號線的客流量早已超出了設計容量，又由于經常發生事故、早期只有4卡列車載客、班次疏落，令不少乘客都抱怨出行不便。4號線的乘客滿意度也因此是深圳地鐵全線中排名最低的。
另外，由於4號線完全沒有與深圳地铁11号线交匯設轉車站，令兩綫乘客無法直接轉乘而带来不便，亦為乘客所詬病（尤其是深圳地铁11号线途經深圳機場，令4號線沿綫乘客需多轉一程鐵路前往機場）。深圳地铁11号线東延段開通後，仍然無法與4號線交匯設轉車站，龍華區往來深圳機場需待深大城際鐵路開通後，才能於龍勝站互相轉乘。

## 事故
- 2011年
  - 3月10日晚7时30分，4号线二期工程列车进入正线调试时，运行至龙华车辆段出现列车脱轨事故，致使大约125米范围内轨道出现不同程度受损。
  - 5月31日上午8时04分，4号线会展中心站发生信号联锁系统故障，导致4号线一期部分列车不同程度延误。
  - 6月12日早上7时50分，一趟从福民站刚刚开出的地铁列车，因列车制动提示不正常，列车自动启动安全联锁功能，在隧道内停驶，车厢内30余名乘客被困，驾驶员在半小时内连续启动多次未果后，故障列车被随后赶来增援的列车“推回”福田口岸站。
  - 6月17日早上繁忙时段，全线刚刚开通第二天的4號綫，因高峰大客流的影响，一趟列车在上梅林站车门受冲挤无法正常关闭，屏蔽门连续三次开关后自动启动防夹功能，因此造成列车发生延误，导致造成本班列车初始延误12分钟、累计29分钟，并导致其后续列车发生不同程度延误。
  - 7月10日21时18分，深圳地铁4號綫清湖站B出口扶手电梯，怀疑有人按下急停按钮，两人从扶梯上摔下受伤。[27]
  - 7月16日4號綫车辆段受7月中旬连日暴雨的影响，位于龙华车辆段出入段入口处的小部分地面出现沉降。维修期间，该路段进行了限速，由原本的25公里/小时减至10公里/小时。此路段属非营运服务行车路段，不会影响4號綫营运服务。
  - 7月25日下午6时40分，4號綫一趟列车在从市民中心站开往会展中心站的过程中，一扇车门在列车疾驶过程中突然自动开启，10秒钟后列车缓缓停下并将车门关闭。所幸当时车厢内没有乘客靠着车门，未造成人员伤亡。
  - 8月7日上午7时到8时45分间，列车停驶近两个小时，造成大量乘客滞留。港铁公司回应称，停驶事件是因一列列车开出约600米时发生故障停止后无法启动所致。[28][29]
- 2012年
  - 9月5日下午1时37分，民乐站至福田口岸站发生供电故障，导致该段列车暂停营运逾6小时，至晚上7时50分方恢复。[30]

## 未來發展
由於4號線的規劃已暫吿一段落，福田口岸站已沒有延伸的條件，牛湖站至今仍未有繼續延長的具體規劃。而轉車站則隨新路綫開通而繼續增加。